# 221B Baker Street

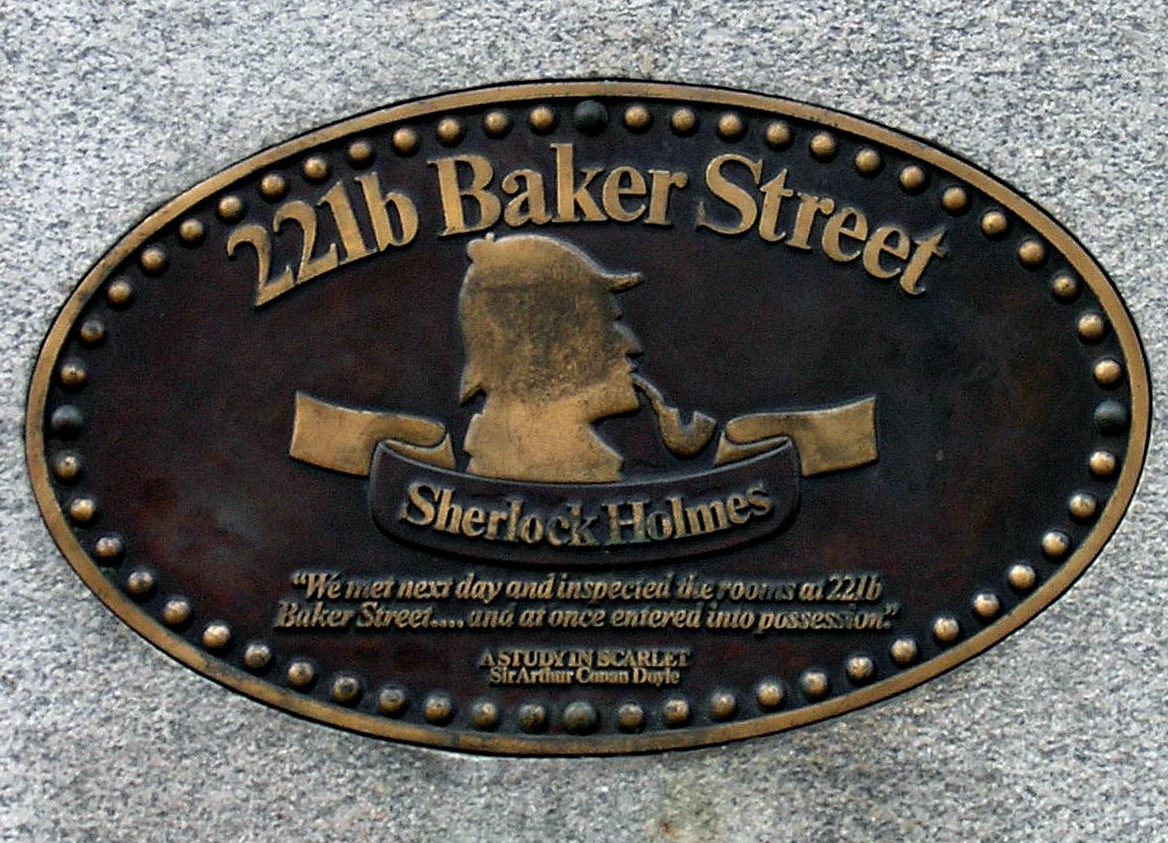
Placa amplasată pe fosta clădire a băncii Abbey National

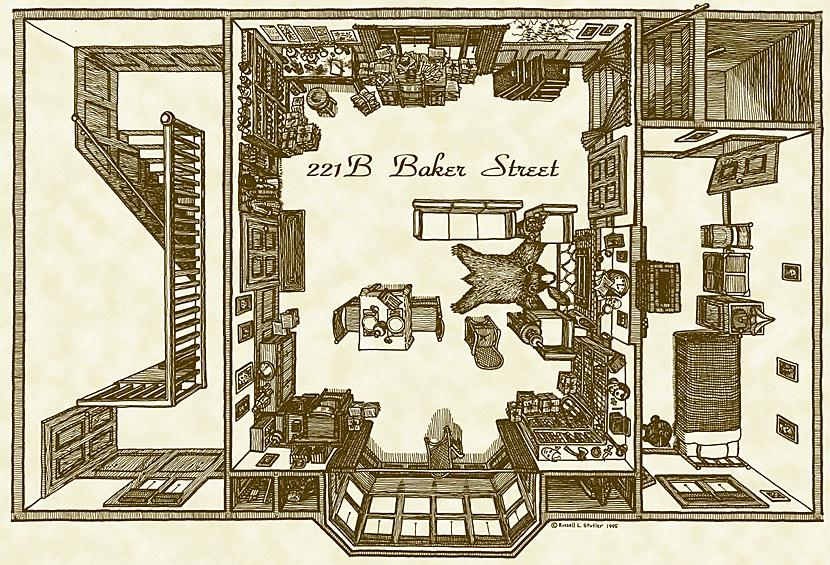
Planul locuinței de pe 221B Baker Street

221B Baker Street este adresa apartamentului londonez ocupat de către detectivul Sherlock Holmes și de doctorul Watson, personajele romanelor și povestirilor polițiste ale lui Sir Arthur Conan Doyle.
Cu toate că Baker Street era o stradă autentică din Londra, numărul 221 nu exista în epoca lui Conan Doyle. Litera « B » se referă fie la « bis », fie la faptul că apartamentul se află la primul etaj. Numărul urmat de o literă este de fapt un număr separat și indica un apartament de la primul etaj al unei case rezidențiale care făcea parte dintr-o terasă în stil georgian.
Locul casei - dacă ar fi existat vreodată (vezi mai jos) - a fost mult disputat de către experții holmesologi, deoarece adresa nu exista în anul 1887 când a fost publicată prima povestire despre Sherlock Holmes.
Ne-am întâlnit a doua zi după cum era stabilit, și am inspectat camerele de la nr. 221B, Baker Street, de care el vorbise la întâlnirea noastră. Ele constau dintr-o pereche de dormitoare confortabile și o singură cameră de zi bine aerisită, vesel mobilată, și iluminată prin două ferestre largi.
(Arthur Conan Doyle, Un studiu în roșu, 1887)

## 221B Baker Street în aventurile lui Sherlock Holmes
Adresa este menționată din primul roman în care apar Holmes și Watson, Un studiu în roșu (1887): apartamentul din 221B Baker Street era atunci de închiriat de către proprietara sa, Doamna Hudson, care ocupa parterul casei, și Sherlock Holmes era în căutarea unui coleg de apartament care să accepte să împartă chiria cu el; un anume Stamford îi prezintă pe doctorul Watson, care era și el în căutarea unui apartament la Londra care să fie mai potrivit cu resursele sale bănești. Sherlock Holmes a ocupat această adresă până la retragerea sa (cu excepția celor trei ani ai « marii pauze » în care el a dispărut din propria voință). Cele mai multe povestiri în care apare detectivul încep în 221B Baker Street.

## 221B Baker Street

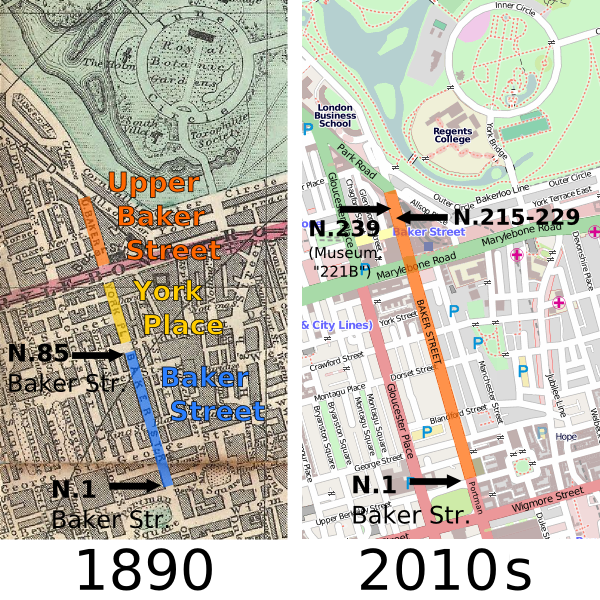
Baker Street, 1890 / 2010's

Caracterul fictiv al adresei alese de Conan Doyle a dat loc la numeroase teorii cu privire la situația reală a apartamentului lui Sherlock Holmes din Londra.
Principiul constând în atribuirea de numere pare pe o parte a străzii și de numere impare pe cealaltă parte a străzii nu este într-adevăr foarte veche. Ea a devenit obligatorie în Europa continentală în timpul împăratului Napoleon I (ideea de placă cu numărul străzii nu apărea decât mai târziu). Londra nu a fost afectată de această obligație și nu a adoptat acest sistem decât după sfârșitul primului război mondial, deci după mutarea celor două personaje descrise în Un studiu în roșu. Conan Doyle nu menționează nici o schimbare a denumirii adresei prin urmare.
În perioada în care povestirile cu Sherlock Holmes se desfășurau aici, numerele clădirilor de pe Baker Street mergeau până la 100, ceea ce explică motivul alegerii de către Conan Doyle a unui număr așa de mare.
Probleme au apărut când numerele străzii au fost realocate în anii 1930, grupul de numere impare de la 215 la 229 fiind repartizat unei clădiri Art Deco cunoscută sub numele de Abbey House, construite în 1932 pentru Abbey Road Building Society, pe care societatea și succesoarea sa (care a devenit ulterior Abbey National plc) a ocupat-o până în 2002.
Aproape imediat, societatea de construcții a început să primească corespondența de la fanii lui Sherlock Holmes din întreaga lume, în asemenea cantitate, că a trebuit să numească un "secretar permanent al lui Sherlock Holmes" pentru a lucra cu ea. O placă de bronz pe fațada Abbey House a avut o imagine a lui Holmes și un citat, dar a fost dat jos de pe clădire cu mai mulți ani în urmă și locul unde se află este în prezent necunoscut. În 1999, Abbey National a sponsorizat crearea unei statui de bronz a lui Sherlock Holmes, care se află acum se află la intrarea în stația de metrou de pe Baker Street.
Holmesologii au avut o serie de teorii cu privire la adresa "reală" a acestuia, dar cum o mare parte din Baker Street a fost devastată în timpul Blitzkrieg-ului, puține urme au mai fost păstrate din clădirile originale cu excepția secțiunii cunoscute anterior ca Upper Baker Street, care astăzi formează o parte dintr-o terasă georgiană de case construite inițial în 1815.
Numărul 221B a fost acordat Muzeului Sherlock Holmes la 27 martie 1990, când președintele Consiliului Local Westminster, Lady Shirley Porter, a dezvelit o placă albastră cu adresa "221b Baker Street". Ea a fost invitată să renumeroteze clădirea muzeului pentru a coincide cu deschiderea oficială a acestuia, și pentru că numărul 221b nu a fost inclus în planificarea inițială, el a fost acordat muzeului în octombrie 1989. Numărul acesta nu a fost atribuit niciunei clădiri din Baker Street, înainte de deschiderea muzeului.
O dispută de lungă durată a izbucnit atunci între Muzeul Sherlock Holmes, fosta societate de construcții Abbey National (care răspunsese anterior la scrisorile adresate lui Sherlock Holmes), și Consiliu. În 2005, Abbey a desființat sediul din Baker Street, care a lăsat Muzeul să se lupte cu consilierii orașului Westminster pentru a obține acordul de renumerotare oficială a străzii și să încerce să pună capăt disputei cu privire la număr, care crease multă publicitate negativă.
Partea de nord a străzii Marylebone Road, din apropiere de Regent's Park, care include azi adresa 221 Baker Street, era cunoscută în vremea lui Conan Doyle ca Upper Baker Street, și în primul manuscris, Conan Doyle a plasat casa lui Holmes în "Upper Baker Street", indicând că dacă acesta ar fi avut o casă în minte ea ar trebui să fie acolo. Totuși, un autor britanic de romane polițiste, Nigel Morland, a pretins că, în ultimii ani ai vieții lui Conan Doyle, el a identificat intersecția dintre Baker Street și George Street, la circa 500 metri sud de Marylebone Road, ca locația a numărului 221b.
Unii holmesologi acreditează ipoteza că Sherlock Holmes nu a locuit niciodată în Baker Street, ci pe 42 Gloucester Place, o stradă paralelă cu Baker Street.
În anul 2008 existau la Londra două « case ale lui Sherlock Holmes », deschise publicului, printre care Muzeul Sherlock Holmes, și care nu au mai multă realitate istorică decât « celula lui Edmond Dantès » care se poate vizita la Castelul d'If. Sunt expuse în fiecare cameră obiecte diverse legate de aventurile lui Sherlock Holmes, cum ar fi cinci sâmburi de portocală.

## Muzeul Sherlock Holmes

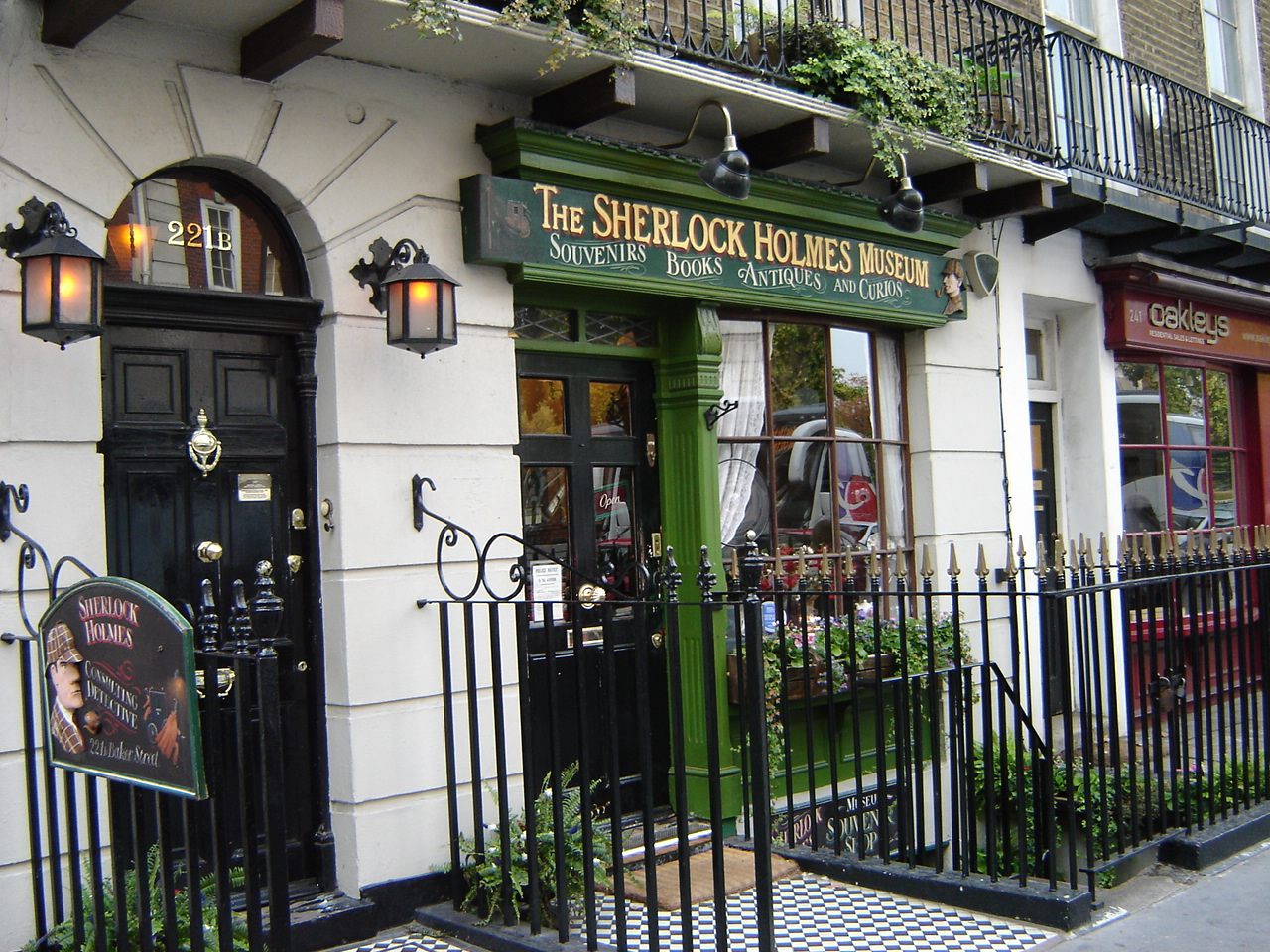
221b Baker Street, Londra

Muzeul Sherlock Holmes este adăpostit într-o casă din 1815 foarte similară cea de la numărul 221B descrisă în povestiri și este localizat pe Baker Street, între numerele 237 și 241. Ea prezintă o expoziție în camerele de epocă, figuri de ceară și lucruri legate de anchetele lui Holmes, cu camera de zi cu vedere către Baker Street. Descrierea casei poate fi găsită în povestiri - inclusiv cele 17 trepte care duc de la holul aflat la parter la camera de la primul etaj.
În conformitate cu povestirile publicate, "221B Baker Street" era formată din câteva camere aflate la primul etaj al unei case, la care se ajungea prin urcarea a 17 trepte. La această adresă se afla o cameră de zi cu vedere către Baker Street, dormitorul lui Holmes adiacent acestei camere în partea din spate a casei și dormitorul doctorului Watson de la etajul II (adică etajul III conform uzanței americane), cu vedere spre curtea din spate în care se afla un platan.
Placa albastră care indică locația 221B la primul etaj al casei-muzeu a fost dezvelită oficial de către Lady Shirley Porter, șefa Consiliului Local Westminster, la 27 martie 1990. Muzeul a avut totuși dificultăți în obținerea corespondenței adresate lui Sherlock Holmes și timp de câțiva ani, s-a luptat pentru ea cu Abbey National Building Society. Principala obiecție față de dreptul muzeului de a răspunde la scrisori a fost faptul prozaic că numărul 221B a fost acordat Muzeului de către Consiliu și nu era în ordine cu celelalte numere ale clădirilor alăturate: o problemă care a deranjat birocrații locali, care s-au străduit timp de ani de zile să păstreze în ordine numerele clădirilor de pe stradă. Experții sherlockieni au prezentat și alte teorii alternative cu privire la locul unde se afla inițial numărul 221B și au susținut că acesta era mai în josul străzii Baker Street.
Totuși, Conan Doyle și-a plasat inițial locația 221B în Upper Baker Street, unde se află astăzi Muzeul (vezi manuscrisul de la "Un studiu în roșu") și abia mai târziu a fost modificată în cea de 221B Baker Street, probabil din dorința de a evita posibilele probleme cu locuitorii din zonă care ar fi putut să primească vizita mai multor oameni străini la ore nepotrivite în căutarea serviciilor lui Sherlock Holmes.
După închiderea Abbey House în 2005, Oficiul Poștei a recunoscut muzeului dreptul exclusiv de a primi corespondența adresată lui Sherlock Holmes și decizia inițială de a numerota clădirea cu 221B în 1990 a trecut testul timpului: placa faimoasă cu numărul 221B este cea mai populară placă albastră din Londra. Deși, din 11 noiembrie 2009, clădirea cu numărul 221 nu mai există în Baker Street și este acum un număr rezervat, numărul 221B este încă reprezentat pe placa albastră oficială a Muzeului.
Muzeul Sherlock Holmes este listat ca fiind o clădire de gradul II, cu „arhitectură specială și interes istoric".

## Barul Sherlock Holmes

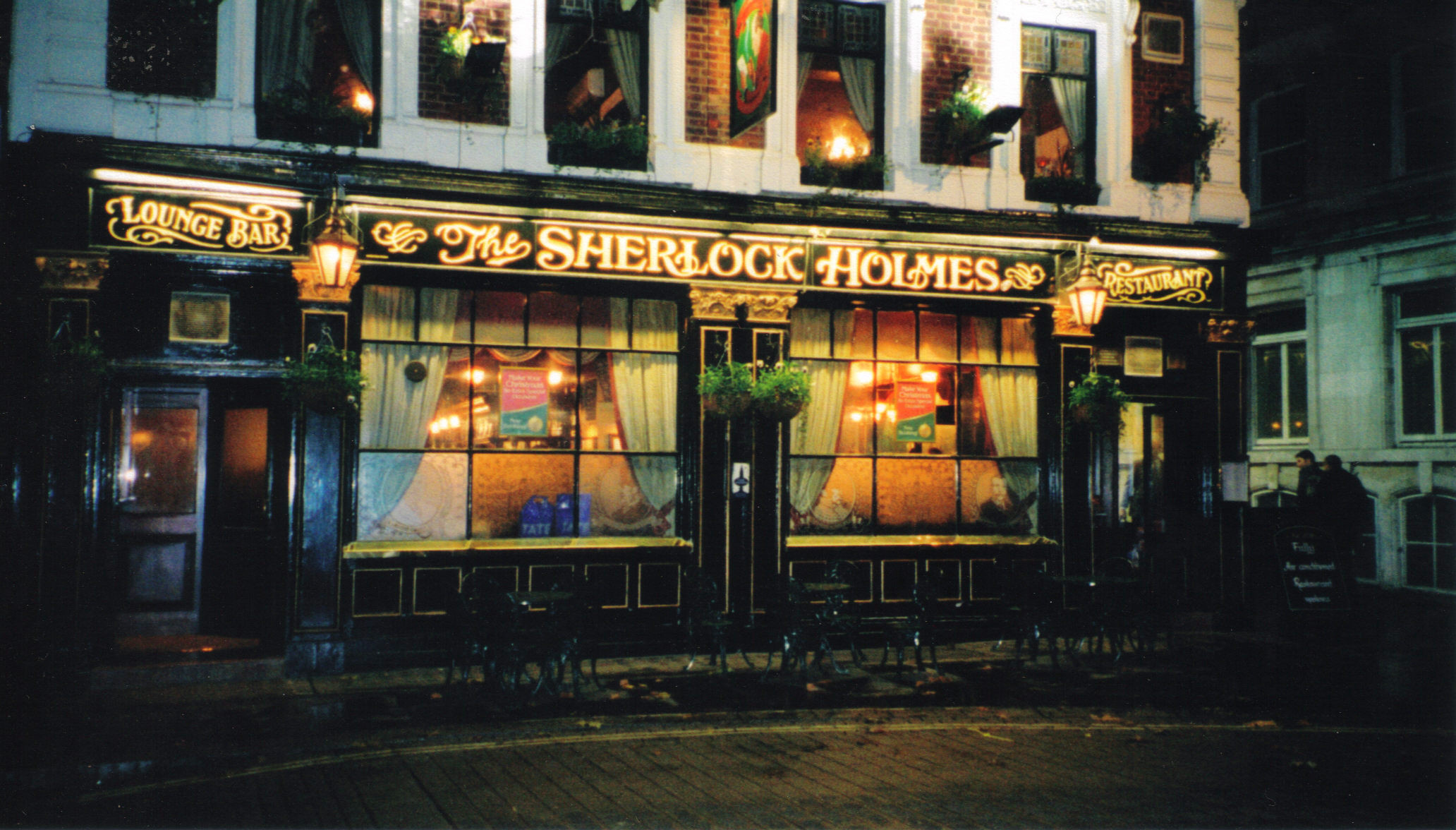
Barul Sherlock Holmes

O altă versiune a apartamentului lui Sherlock Holmes este la Barul Sherlock Holmes din Northumberland Street aflat în apropiere de Gara Charing Cross. Acesta a fost inițial un mic hotel, Northumberland Arms, dar a fost renovat și redeschis sub numele actual în decembrie 1957. Proprietarii săi, Whitbread & Co, au fost norocoși să dețină întreaga expoziție dedicată lui Sherlock Holmes realizată împreună de Marylebone Borough Library și Abbey National pentru Festival of Britain din 1951. Barul a fost restaurat într-un stil victorian târziu și expoziția, o replică detaliată a apartamentului ficțional al lui Holmes, a fost instalată la etaj.

## Satiră și omagii
Adresa fictivă a fost satirizată în următoarele parodii după Sherlock Holmes:
- Într-un episod din The Suite Life On Deck, intitulat "Rollin' With the Holmies", Cody, Bailey și Woody vizitează Muzeul Sherlock Holmes din 221b Baker Street.
- Basil of Baker Street locuiește la 221½ Baker Street, o gaură de șoarece de sub apartamentul 221B Baker Street.
- Detectivul particular Louie Knight lucrează într-un  birou din 22/1B Stryd-y-Popty în parodia neagră The Unbearable Lightness of Being in Aberystwyth a lui Malcolm Pryce, ISBN 978-0-7475-7894-9.
- Filmul "The Return of Sherlock Holmes" (a nu se confunda cu serialul britanic de televiziune din 1986 cu același nume, în care marele detectiv este interpretat de Jeremy Brett) realizat de CBS în 1987 îl prezintă pe Holmes, înghețat în 1899 și trezit la viață în epoca modernă, încercând să se adapteze cu ajutorul nepoatei doctorului Watson, Jane.  El își caută vechea sa reședință și găsește locul ocupat de un local sub franciză McDonald's.
- În episodul "The Good, the Bad, and the Geeky" din filmul Jake 2.0, a doua casă din Berlin a lui Jake se află pe "221B Bakerstrasse".
- Dr. Gregory House, protagonistul serialului Dr. House, locuiește în apartamentul 221B.
- Despre Danger Mouse, din desenele animate cu același nume, se spune că locuiește într-o cutie poștală de lângă 221b Baker Street.
- În Solar Pons, Pons și Dr. Lyndon Parker locuiesc amândoi în 7B Praed Street, care este o stradă de lângă gara Paddington, la circa 1 km vest de Baker Street.[necesită citare]
- În povestirile Lord Peter Wimsey scrise de Dorothy L. Sayers, adresa Lordului Peter din Londra este 110a Piccadilly, un omagiu adus [necesită citare] lui Doyle și Holmes.
- În jocul video Monkey Island 2: LeChuck's Revenge, 221B Baker St. este una dintre adresele pe care le dă Guybrush Threepwood când solicită un card de acces la biblioteca din Insula Phatt.
- Shinichi Kudo, protagonistul serialul Detective Conan regizat de Gosho Aoyama, locuiește în 2/21B Beika ("Baker" trsnscris din limba engleză) Street. Multe peisaje și nume din serial omagiază această adresă, inclusiv Beika Elementary School unde studiază Conan Edogawa.
- În serialul Phryne Fisher regizat de Kerry Greenwood, detectivul Hon. Phryne Fisher locuiește la 221 The Esplanade, St Kilda (Melbourne, Australia), pe care o redenumește în 221B în semn de omagiu față de Holmes.
- În programul TV canadian Due South, principalul personaj Benton Fraser locuiește într-un apartament care are adresa 221.
- În episodul "Elementary, Dear Data" #29 al serialului Star Trek: Generația următoare, Data povestește unui alt membru al echipajului că poate fi găsit la adresa 221b Baker St și există o altă referire la 221b Baker St în episodul "Ship in a Bottle" #137